# Parobisium motianense
Espèce
Parobisium motianense est une espèce de pseudoscorpions de la famille des Neobisiidae.

## Distribution
Cette espèce est endémique du Guizhou en Chine. Elle se rencontre dans le xian de Pingtang à Tangbian dans la grotte Motian.

## Description

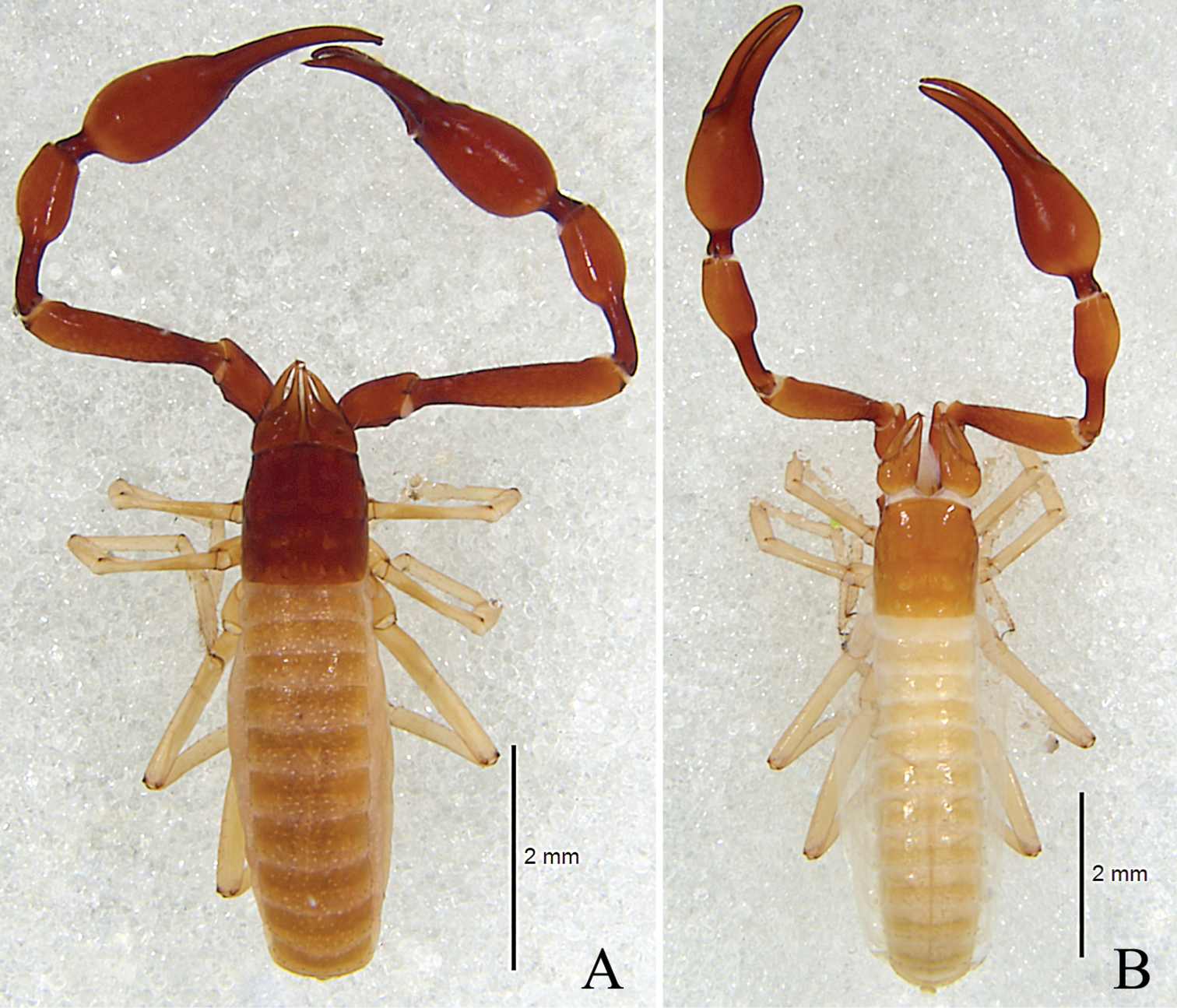
Parobisium motianense mâle à gauche et femelle à droite

Les mâles mesurent de 4,26 à 4,78 mm et la femelle paratype 5,99 mm.

## Étymologie
Son nom d'espèce, composé de motian et du suffixe latin -ensis, « qui vit dans, qui habite », lui a été donné en référence au lieu de sa découverte, la grotte Motian.

## Publication originale
- Feng, Wynne & Zhang, 2020 : Cave-dwelling pseudoscorpions of China with descriptions of four new hypogean species of Parobisium (Pseudoscorpiones, Neobisiidae) from Guizhou Province. Subterranean Biology, no 34, p. 61-98 (texte intégral).